# San Miguel del Valle
San Miguel del Valle is een gemeente in de Spaanse provincie Zamora in de regio Castilië en León met een oppervlakte van 10,72 km². San Miguel del Valle telt 145 inwoners (1 januari 2016).

## Demografische ontwikkeling
Bron: INE, 1857-2011: volkstellingen